# Gerald Henderson
Jerome McKinley "Gerald" Henderson, Sr. (Richmond, Virginia, 16. siječnja 1956.) umirovljeni je američki profesionalni košarkaš. Igrao je na poziciji razigravača, a izabran je u 3. krugu (64. ukupno) NBA drafta 1978. od strane San Antonio Spursa. U svojoj trinaestogodišnjoj NBA karijeri nastupao je za brojne NBA klubove te je uspio osvojiti tri NBA prstena.

## Karijera
Izabran je kao 64. izbor NBA drafta 1978. od strane San Antonio Spursa. Ubrzo je zamijenjen te je završio u dresu Boston Celticsa. Nakon pet provedenih sezona u Bostonu, Henderson započinje svoje putovanje cijelom Amerikom gdje je u osam godina promijenio šest klubova. Najpoznatija njegova izvedba je kada je u NBA finalu 1984., protiv Los Angeles Lakersa, ukrao loptu Jamesu Worthyu i položio ju u koš za izjednačenje. Na kraju su Celticsi dobili utakmicu u produžetku i pobijedili. Umirovio se 1992. godine. Njegov sin, Gerald Henderson, Jr. prijavio se na NBA draft 2009. gdje je izabran kao 12. izbor od strane Charlotte Bobcatsa.

## Vanjske poveznice
- Profil na Basketball-Reference.com